# Караїмський цвинтар (Галич)

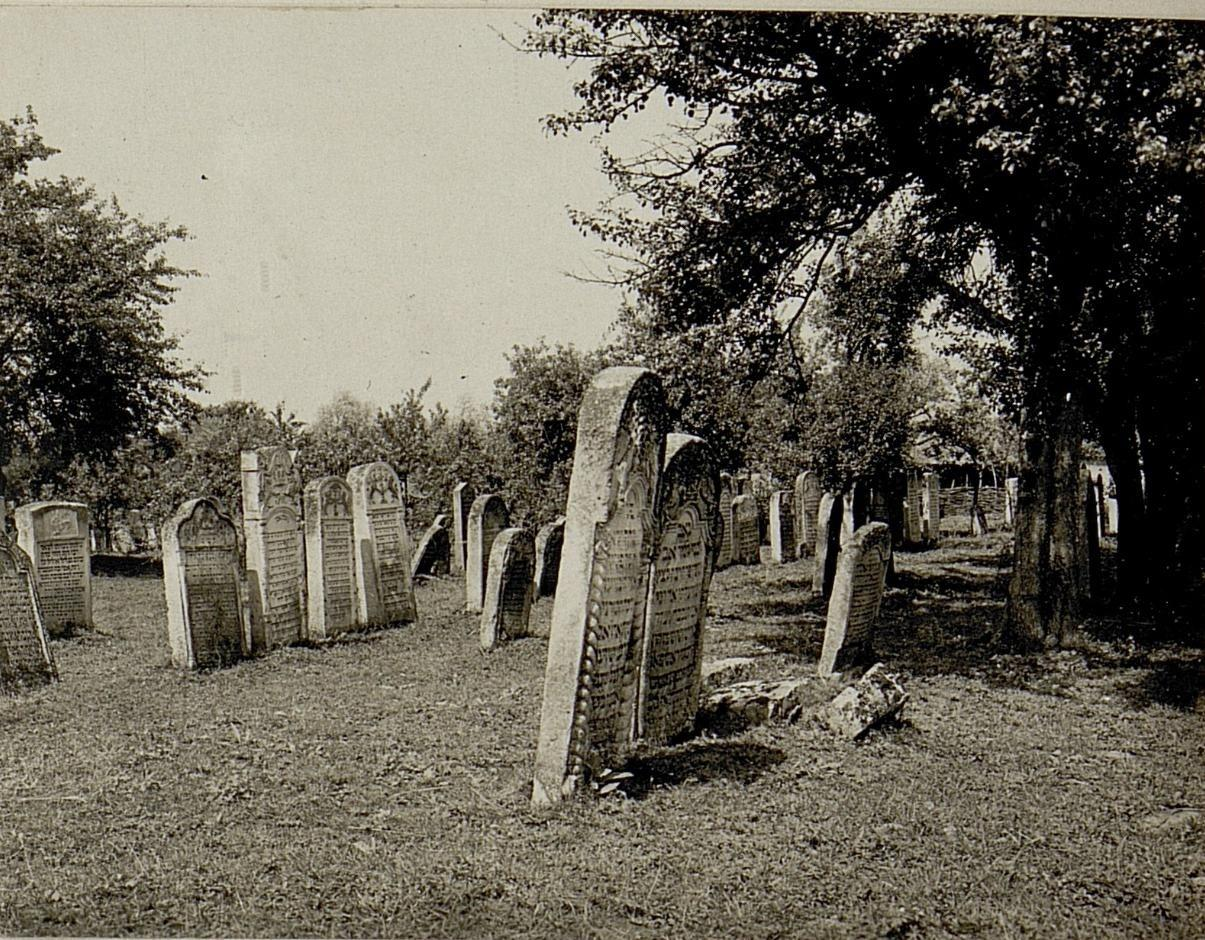
Караїмський цвинтар а Галичі (1915)

Галицький караїмський цвинтар — кладовище караїмів в Україні у місті Галич.
Галицьке караїмське кладовище розміщене на правобережжі Дністра, неподалік влиття притоки річки Лукви. Загальна площа кладовища — 0,4 га. Сучасні його розміри: довжина — 77 м, ширина в західній частині — 47 м, у східній — бл. 27 м. З півночі цвинтар упирається у старицю Дністра, з півдня — в зруйноване єврейське кладовище. Зі сходу та заходу до кладовища прилягають присадибні ділянки з житловими та господарськими будівлями.
Найстаріші пам'ятники цвинтаря датуються серединою XVIII століття. Станом на 2000 рік на обліку дослідників перебувало 219 караїмських поховань. Збережено 50 старих кам'яних надгробків. Пам'ятники розташовані рядами, які тягнуться зі сходу на захід. Лицева сторона пам'ятників орієнтована на північ. Зустрічаються чотири типи надмогильних пам'ятників: кам'яна стела, кам'яна стела на горизонтальному бетонному підмурку, бетонна стела на горизонтальному бетонному підмурку, горизонтальна бетонна плита. На епітафіях викарбувані караїмські символи — корона Тори, поламані дерева, глечики, дві долоні — благословення газана, шестипроменева зірка Давида, олені, семисвічники, леви. Деякі обрамлені рослинним орнаментом.
У 1997—2000 роках були проведені дослідження цвинтаря, відчищено епітафії, перемалювань тексти і зображення, зроблено переклади. На основі дослідження вийшов унікальний каталог караїмського кладовища — понад 200 надгробків.